# Прихована теплота
Прихована теплота — кількість теплоти, яка поглинається або виділяється тілом при фазовому переході першого роду.
При переході з рідкого стану в газоподібний говорять про приховану теплоту випаровування, і, навпаки, при переході з газоподібного стану в рідкий — про приховану теплоту конденсації. При переході з рідкого стану в твердий говорять про приховану теплоту кристалізації, а при переході з твердого стану в рідкий про приховану теплоту плавлення.
В сучасній термінології частіше використовується ентальпія фазового переходу.
Термін прихована теплота запровадив у 1762 році Джозеф Блек. Його походження пов'язане з тим, що ця теплота наче ховається в структурі агрегатного стану і наче вивільняється при переході з більш високотемпературного стану в холодніший.

### Метеорологія
В метеорології, прихований тепловий потік це потік енергії від поверхні Землі в атмосферу, який пов'язаний з випаровуванням або транспірацією води на поверхні з наступною конденсацією водяної пари в тропосфері. Це важливий складник енергетичного кошторису поверхні Землі. Потік прихованої теплоти зазвичай вимірювали за допомогою відношення Боуен або, з середини 1900-х, методом вихорової коваріації.

## Питома прихована теплота
Питома прихована теплота (L) виражає кількість енергії в формі теплоти (Q) необхідної, щоб повністю провести фазовий перехід одиниці маси (m), зазвичай 1кг, речовини як інтенсивну властивість:
{\displaystyle L={\frac {Q}{m}}.}
Інтенсивні властивості це характеристики матеріалу і вони не залежать від кількості або розмірів зразка. Зазвичай в літературі згадують і подають в таблицях питому приховану теплоту розтоплення і питому приховану теплоту випаровування.
З цього означення, прихована теплота на задану масу обчислюється так
{\displaystyle Q={m}{L}}
де:
Q — кількість енергії вивільненої або спожитої під час зміни фази речовини (в кДж),
m — маса речовини (в кг) і
L — питома прихована теплота для розглядуваної речовини (в кДж кг−1).